# 阎油房乡
阎油坊乡是中国河北省张家口市康保县下辖的一个乡。

## 行政区划
阎油坊乡下辖闫油坊村、贺旺营村、王家营村、张更发村、李木匠村、孟家营村、圪脸子村、大土城村、南乔家营村、后哈咇嘎村、赵植营村、西伙房村、碌碡洼村、后坊子村、万隆店村、杨伙房村、于发营村、白塔村、白围子村、乔家营村、殷家营村。